# Рут Стоун
Рут Стоун (на английски: Ruth Stone) е американска поетеса и университетска преподавателка по творческо писане, номинирана за наградата „Пулицър“ за 2009 г.
Стоун отглежда своите 3 дъщери сама, след като съпругът ѝ проф. Уолтър Стоун се самоубива през 1959 г. В продължение на 20 години преподава литература и творческо писане в университети на Илинойс, Уисконсин, Индиана, Калифорния-Дейвис, Брендайс и Щатския университет на Ню Йорк – Бингъмтън. Стоун живее в щата Върмонт.
Писателката Елизабет Гилбърт разказва следната история за стила и вдъхновението на Рут Стоун, която е споделена от самата вирджинска поетеса:

Като малка, Стоун живее в провинциалната западна част на щата Вирджиния. Понякога, когато работи през деня на полето, Рут усеща приближаването на поема, идваща от някъде отвъд хоризонта. Поемата се движи със силен тътен и тресе земята под краката ѝ. Щом усети наближаващата поема, Рут побягва с всички сили към дома си, за да се добере до молив и лист и успее да я запише навреме. Понякога Рут не достига навреме дома си и изпуска поемата, която отминава с тътен към хоризонта, в търсене на 'друг поет', който да я запише. А понякога се получава така, че Рут стига до дома си и намира лист хартия точно в момента, когато поемата преминава през нея. В такъв случай, докато държи молива с едната ръка, Рут протяга другата си ръка и улавя измъкващата се от нея поема, придърпва я към себе си и я записва върху листа. В тези случаи поемата се получава цяла и завършена, но в обратен ред, от първата дума до последната.

Рут Стоун умира на 19 ноември 2011 г.